# Język hän
Język hän – język z północnej grupy języków atapaskańskich używany przez ludzi z plemienia Hän Hwëch'in na Alasce i Jukonie.

## Fonologia[4]
|                            | wargowe  | zębowe     | przedniojęzokowo-dziąsłowe | przedniojęzokowo-dziąsłowe | przedniojęzokowo-dziąsłowe | zadziąsłowe | retrofleksyjne | miękkopodniebienne | krtaniowe |
| -------------------------- | -------- | ---------- | -------------------------- | -------------------------- | -------------------------- | ----------- | -------------- | ------------------ | --------- |
| zwarte/ zwarto-szczelinowe | p ⟨b⟩    | tθ ⟨ddh⟩   | t ⟨d⟩                      | ʦ ⟨dz⟩                     | tɬ ⟨dl⟩                    | t͡ʃ ⟨j⟩      | ʈʂ ⟨dr⟩        | k ⟨g⟩              | ʔ ⟨ʼ⟩     |
| zwarte/ zwarto-szczelinowe | (pʰ ⟨p⟩) | tθʰ ⟨tth⟩  | tʰ ⟨t⟩                     | ʦʰ ⟨ts⟩                    | tɬʰ ⟨tl⟩                   | t͡ʃʰ ⟨ch⟩    | ʈʂʰ ⟨tr⟩       | kʰ ⟨k⟩             |           |
| zwarte/ zwarto-szczelinowe |          | tθʼ ⟨tthʼ⟩ | tʼ ⟨tʼ⟩                    | ʦʼ ⟨tsʼ⟩                   | tɬʼ ⟨tlʼ⟩                  | t͡ʃʼ ⟨chʼ⟩   | ʈʂʼ ⟨trʼ⟩      | kʼ ⟨kʼ⟩            |           |
| zwarte/ zwarto-szczelinowe | ᵐb ⟨mb⟩  |            | ⁿd ⟨nd⟩                    |                            |                            | ⁿd͡ʒ ⟨nj⟩    |                |                    |           |
| szczelinowe                |          | θ ⟨th⟩     |                            | s ⟨s⟩                      | ɬ ⟨ł⟩                      | ʃ ⟨sh⟩      | ʂ ⟨sr⟩         | x ⟨kh⟩             | h ⟨h⟩     |
| szczelinowe                |          | ð ⟨dh⟩     |                            | z ⟨z⟩                      | ɮ ⟨l⟩                      | ʒ ⟨zh⟩      | ʐ ⟨zr⟩         | ɣ ⟨gh⟩             |           |
| zwarto-otwarte             | m ⟨m⟩    |            | n ⟨n⟩                      |                            | l ⟨l⟩                      | j ⟨y⟩       | ɻ ⟨r⟩          | w ⟨w⟩              |           |
| zwarto-otwarte             |          |            | n̥ ⟨nh⟩                     |                            |                            | j̊ ⟨yh⟩      | ɻ̥ ⟨rh⟩         | w̥ ⟨wh⟩             |           |

|                | Przednie                                                | Przednie                                                | Centralne                                               | Centralne                                               | Tylne                                                   | Tylne                                                   |
| -------------- | ------------------------------------------------------- | ------------------------------------------------------- | ------------------------------------------------------- | ------------------------------------------------------- | ------------------------------------------------------- | ------------------------------------------------------- |
| Przymknięta    | i ⟨i⟩                                                   | iː ⟨ii⟩                                                 |                                                         |                                                         | u ⟨u⟩                                                   | uː ⟨uu⟩                                                 |
| Półprzymknięte | e ⟨e⟩                                                   | eː ⟨ee⟩                                                 |                                                         |                                                         | o ⟨o⟩                                                   | oː ⟨oo⟩                                                 |
| Średnie        |                                                         |                                                         | ə ⟨ë⟩                                                   | əː ⟨ëë⟩                                                 |                                                         |                                                         |
| Otwarte        | æ ⟨a⟩                                                   | æː ⟨aa⟩                                                 |                                                         |                                                         | ɑ ⟨ä⟩                                                   | ɑː ⟨ää⟩                                                 |
| Dyftongi       | æu ⟨aw⟩ æi ⟨ay⟩ ɑu ⟨äw⟩ eu ⟨ew⟩ ei ⟨ey⟩ iu ⟨iw⟩ oi ⟨oy⟩ | æu ⟨aw⟩ æi ⟨ay⟩ ɑu ⟨äw⟩ eu ⟨ew⟩ ei ⟨ey⟩ iu ⟨iw⟩ oi ⟨oy⟩ | æu ⟨aw⟩ æi ⟨ay⟩ ɑu ⟨äw⟩ eu ⟨ew⟩ ei ⟨ey⟩ iu ⟨iw⟩ oi ⟨oy⟩ | æu ⟨aw⟩ æi ⟨ay⟩ ɑu ⟨äw⟩ eu ⟨ew⟩ ei ⟨ey⟩ iu ⟨iw⟩ oi ⟨oy⟩ | æu ⟨aw⟩ æi ⟨ay⟩ ɑu ⟨äw⟩ eu ⟨ew⟩ ei ⟨ey⟩ iu ⟨iw⟩ oi ⟨oy⟩ | æu ⟨aw⟩ æi ⟨ay⟩ ɑu ⟨äw⟩ eu ⟨ew⟩ ei ⟨ey⟩ iu ⟨iw⟩ oi ⟨oy⟩ |

Samogłoski nosowe są zaznaczane poprzez dopisanie ogonka do znaku (podobnie jak w ortografii polskiej).